# День вільного програмного забезпечення
Міжнародний День вільного ПЗ (англ. Software Freedom Day) — щорічна всесвітня подія, яка має на меті познайомити загал із вільним і відкритим програмним забезпеченням (Free/Open Source Software).
По всьому світу створюються команди, які проводять цього дня акцію, яка сприяє популяризації FOSS:
- Відвідання освітніх закладів, які використовують FOSS.
- Роздача CD з FOSS
- Публічні презентації ПК з FOSS
- Проведення семінарів з питань FOSS, патентів, вільної культури тощо.

День вільного програмного забезпечення започаткований в 2004 році і вперше відбувся 28 серпня 2004 за участі понад 70 команд. Його популярність зросла, й 10 вересня 2005 участь узяло більш ніж 300 команд із понад 60 країн. З 2006 року вирішено відзначати День вільного ПЗ у третю суботу вересня.
Основним спонсором у 2005–2006 був Canonical Ltd. — провідний розробник дистрибутиву Лінукс Убунту.